# Lista de ilhas do Rio Grande do Sul
Lista de ilhas do estado do Rio Grande do Sul, Brasil:

## Oceano Atlântico

### Torres
- Ilha dos Lobos

## Rio Jacuí(incluindo oDelta do Jacuí)

### São Jerônimo
- Ilha das Flores

### Triunfo
- Ilha dos Araújos
- Ilha Cabeçuda
- Ilha das Cabras
- Ilha do Ciríaco
- Ilha dos Dornelles
- Ilha do Fanfa
- Ilha dos Gambás
- Ilha Grande do Domingos José Lopes
- Ilha Leopoldina
- Ilho do Lino
- Ilha do Lírio do Cravo
- Ilha da Paciência
- Ilha da Ponta Rasa
- Ilha dos Siqueiras

### Eldorado do Sul
- Ilha da Formiga
- Ilha da Virgínia

### Nova Santa Rita
- Ilha do Serafim

### Porto Alegre
- Ilha das Balseiras
- Ilha da Casa da Pólvora
- Ilha do Castelhano
- Ilha do Chico Inglês
- Ilha do Cipriano
- Ilha da Figueira
- Ilha das Flores
- Ilha do Furado
- Ilha das Garças
- Ilha Grande dos Marinheiros
- Ilhas do Humaitá
- Ilha do Lage
- Ilha Mauá
- Ilha Nova
- Ilha do Oliveira
- Ilha do Pavão
- Ilha da Pintada
- Ilha Pinto Flores
- Ilha das Pombas

## Lago Guaíba

### Porto Alegre
- Ilha Francisco Manoel
- Ilha dos Jangadeiros
- Ilha do Presídio (ou Ilha das Pedras Brancas)

### Viamão
- Ilha do Junco
- Ilha das Pombas

## Lagoa do Casamento

### Palmares do Sul
- Ilha Grande
- Ilha do Meio

## Lagoa dos Patos

### Barra do Ribeiro
- Ilha do Barba Negra

### Pelotas
- Ilha das Duas Bocas
- Ilha da Feitoria
- Ilha da Sarangonha

### São José do Norte
- Ilha dos Ovos

### Rio Grande
- Ilha dos Carneiros
- Ilha dos Cavalos
- Ilha do Leonídio
- Ilha do Machadinho
- Ilha dos Marinheiros
- Ilha da Pólvora
- Ilha das Pombas
- Ilha do Terrapleno de Leste
- Ilha da Torotama

## Lagoa Mirim

### Santa Vitória do Palmar
- Ilha dos Afogados
- Ilha do Taquari

## Rio Quaraí

### Barra do Quaraí
- Ilha Brasileira